# Jacob Aue Sobol
Jacob Aue Sobol (* 1976 Kodaň, Dánsko) je dánský fotograf. Působil po celém světě, včetně Východního Grónska, Guatemaly, Tokia, Bangkoku a Kodaně. Vystudoval na fotografické škole Fatamorgana, dánské škole výtvarné fotografie. Jeho první kniha Sabine představuje živý obraz jeho grónské přítelkyně a vzdálené vesnice, kde žije. Za svou sérii o rodině Gomeze Brita z departementu Quiché v Guatemale vyhrál v roce 2005 ocenění World Press Photo v kategorii Příběhy každodenního života (Daily Life Stories). V komentáři ke knize Já, Tokio (I, Tokyo) Miranda Gavin oceňuje jak „z jeho práce vyzařuje citlivost jeho přístupu a staví se do řady nové generace fotografů v jejichž obrazech prosakuje erotika a nebezpečí, aniž by se jednalo o ošklivosti nebo klišé“.
Od roku 2007 je Sobol nominován na člena společnosti Magnum Photos. Jeho díla jsou často vystavována, například ve významné galerii Yossi Milo Gallery v New Yorku nebo v londýnské fotografické galerii Diemar / Noble.
| „                       | Nikdy mě nelákalo pozorovat někoho z druhé strany ulice nebo být „neviditelným“ fotografem. Doufám, že to je důvod, proč se lidé, kteří si prohlížejí mé fotografie, nikdy necítí jako voyeři - snad cítí, že jsou jejich součástí. Pro mě to znamená, že se fotografie proměňuje ze zobrazování v bytí, že tedy nevypráví příběh o „nich“, ale o „nás“. | “ |
| — Jacob Aue Sobol, 2013 | |   |

## Mládí a vzdělání
Narodil se v roce 1976 v Kodani. Od roku 1994 do roku 1995 žil v Kanadě. Po návratu zpět do Evropy nejdříve studoval na European Film College a od roku 1998 na fotografické škole Fatamorgana při Dánské škole umělecké fotografie.

## Grónsko
Na podzim roku 1999 odjel na východ Grónska, fotografovat do vesnice Tiniteqilaaq. Návštěva měla trvat jen několik týdnů, ale po setkání s místní dívkou, Sabinou, se do vesnice vrátil následující rok a zůstal tam příští dva roky a žil život rybáře a lovce.
V roce 2004 Sobol vydal fotografickou publikaci Sabine, která na snímcích a ve vyprávění líčí Sabinu a popisuje autorovo setkání s grónskou kulturou. Snímky v knize vyjadřují fotografické idiomy jeho vývoje na Fatamorganě.

## Guatemala
V létě roku 2005 Sobol odešel s filmovým štábem do Guatemaly, kde měli za cíl vytvořit dokument o mladé Majské dívce, která absolvovala první výlet k moři. V následujícím roce se opět vrátil do hor Guatemaly, tentokrát sám. Zůstal na měsíc s domorodou rodinou a dokumentovat jejich každodenní život.

## Tokio
V roce 2006 odjel do Tokia, kde žil, pracoval a prozkoumával město po dalších 18 měsíců. Fotografie z tohoto projektu byly prezentovány v cyklu I, Tokyo. V komentáři na knihu Miranda Gavin oceňuje, jak „z jeho práce vyzařuje citlivost jeho přístupu a staví se do řady nové generace fotografů v jejichž obrazech prosakuje erotika a nebezpečí, aniž by se jednalo o ošklivosti nebo klišé“.

## Poslední vývoj
| „                       | Pokaždé, když začínám nový projekt, začínám fotografovat barevně, protože se nechci opakovat. Později si uvědomím, že se v tomto ohledu nesmím rozhodovat racionálně. Nemohu-li se citově propojit se svými fotografiemi, pokud se nedostaví to správné mrazení v zádech, pak pro mě nic neznamenají. Proto se vždy vracím k černobílé fotografii, teprve pak znovu nacházím svůj vnitřní hlas. Práce s černou a bílou pro mě byla vždy přímou cestou k uchopení existenciálních otázek. V černobílé cítím, že mé fotografie nejsou vázány na konkrétní místo nebo čas, vytvářejí si svůj vlastní vesmír. | “ |
| — Jacob Aue Sobol, 2013 | |   |

Jacob Aue Sobol byl v roce 2007 nominován na člena spolku Magnum Photos. V roce 2008 Sobol pracoval v Bangkoku, kde fotografoval děti bojující o přežití ve slumech Sukhumvit, přestože země ekonomicky stále více prosperuje. V roce 2009 se vrátil zpátky do Kodaně.

## Ocenění
- 2005 Deutsche Börse Photography Prize nominace za cyklus Sabine
- 2006 World Press Photo Award v kategorii Daily Life Stories, za Guatemalskou sérii
- 2007 Fogtdal Photographers Award
- 2008 Nominace, Paul Huf Award
- 2008 Leica European Publishers Award za I, Tokyo[9]
- 2009 UNICEF Germany Photo of the Year Awards: Honorable Mention[10]

## Výstavy
- 2010 Sabine & I, Tokyo, Yossi Milo Gallery, New York
- 2009 I, Tokyo, Rencontre D’Arles, Arles, Francie
- 2008 I, Tokyo, Brandts Museum of Photographic Art, Odense, Dánsko
- 2007 Sabine, Silo Gallery, Porto, Portugalsko
- 2007 Sabine, Month of Photography, Krakov, Polsko
- 2007 Sabine, Gallery Sztuki, Konin, Polsko
- 2006 Sabine, Yours Gallery, Varšava, Polsko
- 2006 Sabine, Open Eye Gallery, Liverpool, Spojené království
- 2004 Sabine, Superdanish, Festival of Danish Art, Toronto, Kanada
- 2004 Sabine, Frederiks Bastion, Copenhagen, Dánsko
- 2003 Tiniteqilaaq – The strait that runs dry at low tide, Odense Phototriennale, Dánsko
- 2013 Příjezdy a odjezdy / Moskva – Ulánbátar – Peking, 21. 6. – 8. 9. 2013, Leica Gallery Prague, Praha